# 佐々木望 (動物学者)
佐々木 望（ささき まどか、1883年（明治16年）10月10日 - 1927年（昭和2年）11月15日）は日本の動物学者、分類学者（男性）である。世界的な頭足類の研究者として知られている。

## 略歴
瀧・五十嵐 (1967)に基づく。
- 1883年（明治16年）10月10日、広島県広島市大手町（現、広島市中区大手町）に生まれる。
- 1909年（明治42年）7月10日、東京帝国大学 理科大学動物学科 卒業
- 同年8月31日、東北帝国大学 農科大学水産学科講師を嘱託
- 1910年（明治43年）8月31日、東北帝国大学 農科大学水産学科教授に任命
- 1918年（大正7年）4月1日、官制改正により北海道帝国大学附属水産専門部教授に任命
- 1919年（大正8年）9月3日、理学博士の学位を取得
- 1927年（昭和2年）1月22日、満3年間イギリスへ留学を命じられる
- 同年3月15日、横浜を出港
- 同年11月15日、病によりハンガリーの首都、ブダペストにて逝去

## 生涯
1883年（明治16年）10月10日、広島県広島市大手町（現、広島市中区大手町）に生まれる。ハンガリーにて亡くなり、著名なモノグラフは彼の死後、1929年に発表されている。

## 論文
- SASAKI Madoka (1924-11), “On a Japanese Salamander, in Lake Kuttarush, which Propagates like the Axolotl”, Journal of the College of Agriculture, Hokkaido Imperial University, Sapporo, Japan (College of Agriculture, Hokkaido Imperial University) 15 (1):  1-36
- SASAKI Madoka (1929). “A monograph of dibranchiate cephalopods of the Japanese, adjacent waters”. Jour. Coll. Agric. Hokkaido Univ. 20, suppl.:  1-357, 30pls.. NAID 10012389156.
- 佐々木望「體腔に就きて(承前)(一般動物學)」『動物学雑誌』第20巻第242号、東京動物學會、1908年、529-534頁、NAID 110004614344。
- 佐々木望「日本に産する頭足十脚類(Cephalopode Decapoda in Japan.)」『動物学雑誌』第21巻第251号、東京動物學會、1909年、376-389頁、NAID 110004599993。
- 佐々木望「日本に産する十脚頭足類(續き)」『動物学雑誌』第21巻第253号、東京動物學會、1909年、481-486頁、NAID 110004622320。
- 佐々木望「日本に産する十脚頭足類(續き)」『動物学雑誌』第22巻第261号、東京動物學會、1910年、363-371頁、NAID 110004653568。
- 八田三郎, 佐々木望「北海道に產する腹足類及瓣鰓類の目録」『札幌博物学会会報』第3号、札幌博物學會、1910年10月、93-98頁、NAID 120005722559。
- 佐々木望「スルメイカOmmastrephes sloani pacificus(STEENSTRUP)の解剖」『動物学雑誌』第37巻第440号、東京動物學會、1925年、240-261頁、NAID 110004683046。

## 命名した生物
有効名のみを示す。

### 十腕形類
和名、学名は奥谷 (2015)による。
- テナガコウイカ Sepia longipes Sasaki, 1913
- ヒョウモンコウイカ Sepia pardex Sasaki, 1913
- ウデボソコウイカ Sepia tenuipes Sasaki, 1929
- ボウズコウイカ Sepia erostrata Sasaki, 1929
- マボロシコウイカ Sepia carinata Sasaki, 1920
- シリヤケイカ Sepiella japonica Sasaki, 1929
- ダンゴイカ Sepiola birostrata Sasaki, 1918
- ヒメダンゴイカ Sepiola parva Sasaki, 1913
- ニヨリミミイカ Euprymna berryi Sasaki, 1929
- ワタゾコボウズイカ Rossia mollicella Sasaki, 1920
- ヤワラボウズイカ Austrorossia bipapillata (Sasaki, 1920)
- ベイカ Loliolus beka (Sasaki, 1929)
- タイワンホタルイカ Abralia multihamata Sasaki, 1929
- テナガタコイカ Gonatopsis octopedatus Sasaki, 1920
- タコイカ Gonatopsis borealis Sasaki, 1920
- ヤセトビイカ Ornithoteuthis volatilis (Sasaki, 1915)
- スジイカ Eucleoteuthis luminosa (Sasaki, 1915)
- サヤボソイカ Teuthowenia elongatus Sasaki, 1929

### 八腕形類
和名、学名はJAMSTECのBISMaLによる。
- トヤマダコ Octopus fujitai (Sasaki, 1929)
- シコクダコ Octopus alatus (Sasaki, 1920)
- ナミダコ Octopus hattai (Sasaki, 1929)
- タイワンダコ Octopus oshimai (Sasaki, 1929)
- マメダコ Octopus parvus Sasaki, 1917
- ツノモチダコ Octopus tenuicirrus (Sasaki, 1929)
- アシボソダコ Octopus tenuipulvinus (Sasaki, 1920)
- ツガルダコ Octopus tsugarensis (Sasaki, 1920)
- コシキワタゾコダコ Bathypolypus validus (Sasaki, 1920)
- キシュウチヒロダコ Benthoctopus abruptus (Sasaki, 1920)
- サメハダテナガダコ Callistoctopus luteus (Sasaki, 1929)
- テナガダコ Callistoctopus minor (Sasaki, 1920)
- ヤナギダコ Paroctopus conispadiceus (Sasaki, 1917)
- クモダコ Paroctopus longispadiceus (Sasaki, 1917)
- オホーツクダコ Paroctopus ochotensis (Sasaki, 1920)
- トゲミズダコ Paroctopus spinosus (Sasaki, 1920)
- エンドウダコ Paroctopus yendoi (Sasaki, 1917)
- ワタゾコダコ Sasakiopus salebrosus (Sasaki, 1920)
- イイジマフクロダコ Eledonella iijimai Sasaki, 1929
- イイダコモドキ Amphioctopus ovulum (Sasaki, 1917)

## 献名された生物
- マツバダコ Octopus sasakii Taki, 1942
- ハリイカ Sepia madokai Adam, 1939
- ササキテカギイカ Gonatus madokai Kubodera & Okutani, 1977
- ワタゾコダコ Sasakiopus salebrosus (Sasaki, 1920)